# Dallingeweer (plaats)
Dallingeweer is een gehucht in de gemeente  Eemsdelta in de provincie Groningen. Het ligt op een of meer wierden in een uithoek van het kerspel Termunten, vlak bij de Punt van Reide.

## Geschiedenis
De oudste vermelding van het gehucht, als Dallynckwer, stamt uit 1441. Later wordt gesproken van Dalyngweren (1487),  Dallingeweer (ca. 1498), Dallengwierum (1554) en Dallingwehr (1589). De naam is ontleend aan een persoonsnaam Dalle, verbonden met de uitgang -weer of -wier ('bezit', 'wierde'  of 'dijk').  Bij het gehucht lag op een wierde een versterkt huis en een mogelijk kapel met de naam Kapellenheem. Het vormde  een zelfstandig dorp binnen het kerspel Groot-Termunten en had tot halverwege de vijftiende eeuw een eigen rechtstoel en vermoedelijk een steenhuis, waar de hoofdeling Grote Ocko de baas was. De noordelijke deel van de wierde staat bekend als Molenheem. De amateurhistoricus B. Hazelhoff vond omstreeks 1975 muurwerk, urnen en een schedel, wat hem deed veronderstellen dat het een verdwenen klooster betrof. Voor dat laatste bestaan echter geen aanwijzingen.
Tegenwoordig is het nog slechts een losse boerderij en een vrijstaand huis. Bekendste inwoner van het gehucht is Lenie 't Hart. Uit Dallingeweer stamt ook de familienaam Dallinga.
In 1589 had Dallingeweer grote toeloop uit Groningen vanwege een aardmannetje dat zich in een hoop mestturven zou hebben verborgen. Het gravende mannetje voorspelde grote rampen. Alleen kinderen konden hem zien. De verschijning verdween toen de vestingbouw op de punt van Reide begon.
Ook de profeet Jarfke (die elders Aepko ter Munten wordt genoemd) zou zich in Dallingeweer hebben opgehouden. De Prophecye van Jarfke uit 1597 noemt als zijn woonplaats het Cathrijnen-Huys (soms verbasterd tot Latijnhuys), Jarfke huys  of Capellen Huys, dat is nu in de.Dullert. Het dorp werd in die tijd veelvuldig geplaagd door de zee, nadat de dijken het hadden begeven. Die werden pas na de Reductie van 1594 hersteld
De familienaam Dallinga is ontleend aan de naam van het gehucht.

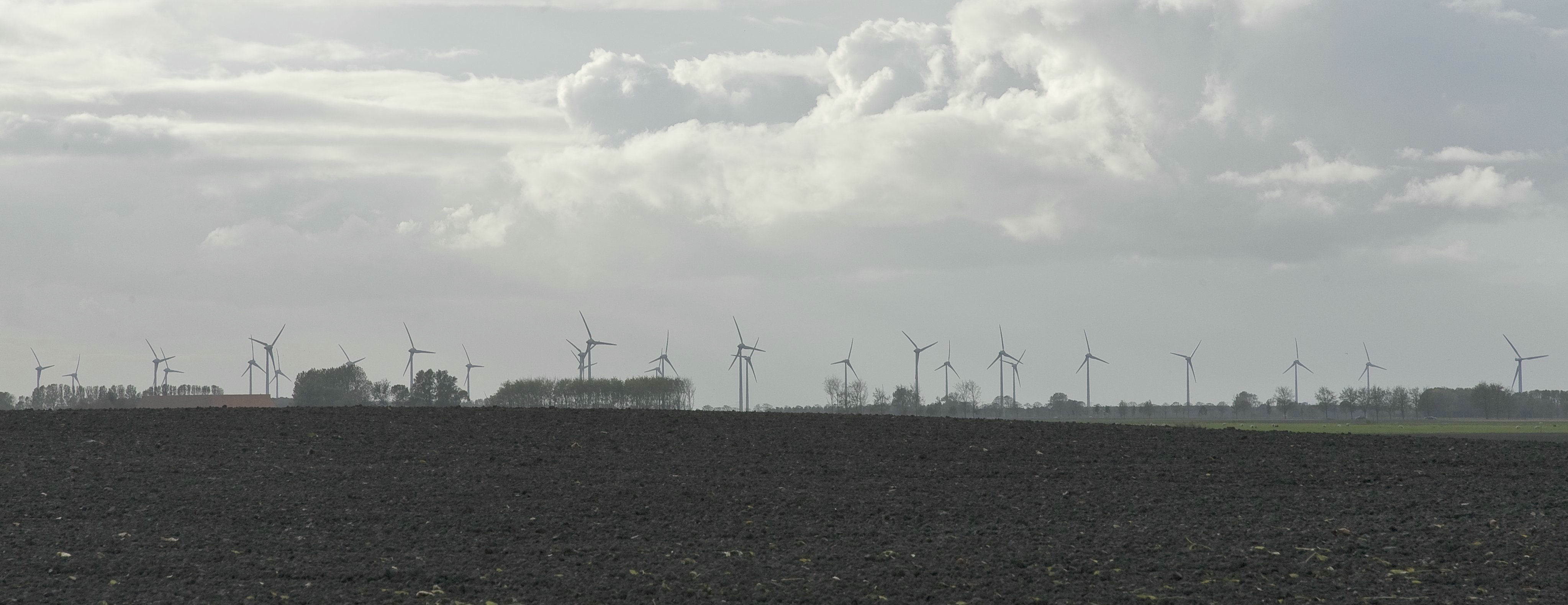
Wierde van Dallingeweer

Groningen: Steden en dorpen      Nederland: Provincies · Gemeenten